# J.M.S. Careless
James Maurice Stockford Careless (Toronto, 17 februari 1919 - 6 april 2009) was een Canadees historicus.
Careless studeerde geschiedenis aan de universiteit van Toronto en behaalde er in 1940 een bachelor. Nadien ging hij studeren aan de Harvard-universiteit, waar hij in 1950 een doctoraat behaalde. Tijdens de Tweede Wereldoorlog werkte hij voor het Canadees leger. Careless begon in 1945 les te geven aan de universiteit van Toronto en doceerde er jarenlang de politieke, etnische en stedelijke geschiedenis van Canada. Van 1959 tot 1967 was hij hoofd van het departement geschiedenis van de universiteit. In zijn loopbaan kreeg hij diverse onderscheidingen. Hij werd onder meer lid van de Orde van Canada en van de Orde van Ontario. Careless fungeerde ook als historisch adviseur voor diverse films en tv-programma's en was ook actief in de conservatie van historisch erfgoed.